# Eumelea aureliata
Eumelea aureliata är en fjärilsart som beskrevs av Achille Guenée 1858. Eumelea aureliata ingår i släktet Eumelea och familjen mätare. Inga underarter finns listade i Catalogue of Life.